# 羅元禎
羅元禎（1520年—？），字汝符，號麒山，江西饒州府鄱陽縣人，匠籍，明朝政治人物。

## 生平
嘉靖二十五年（1546年）丙午科江西鄉試第七十名舉人。嘉靖二十九年（1550年）中式庚戌科會試第二百六十九名，三甲第一百五十名進士。授潮州府推官，三十五年六月选授福建道試監察御史，四十二年巡按南直隶，四十三年掌河南道印，四十四年二月升任广东按察司副使。
隆慶三年（1569年）五月补广西副使，九月升雲南布政司右参政，六年四月升本省按察使，萬曆二年（1574年）正月轉布政司右布政使，闰十二月遷贵州左布政使。

## 家族
曾祖羅清；祖父羅瑄；父羅容，母黃氏。慈侍下。
女儿罗氏，年九岁，即知女训大义。归史书褒，早寡，坚志守节，教子以义方，督学侯峒曾以节孝表其门，寿八十一。